# 湘赣边界秋收起义前敌委员会旧址
湘赣边界秋收起义前敌委员会旧址位于中国江西省宜春市铜鼓县永宁镇定江东路487号，原系“萧永翁祠”，俗称萧家祠，1983年被列为铜鼓县文物保护单位，1987年列为江西省文物保护单位，2013年被列为第七批全国重点文物保护单位。
萧家祠，始建于清光绪初年，土木结构，前后两栋，前后栋结构相同，中间为大厅，两侧各有两间耳房。两栋衔接处为一天心，天心左右侧为厢房，房屋总面积为1950平方米。
南昌起义成功后，中共中央于1927年8月3日发布《关于湘鄂粤赣四省农民秋收暴动大纲》，部署在工农运动基础较好的湖南、湖北、广东、江西四省发动秋收暴动。8月7日，毛泽东出席在汉口秘密举行的“八七会议”。8月9日，中共临时中央政治局召开会议, 决定毛泽东为中央特派员，回湖南传达“八七会议”精神，改组省委，制订秋收暴动计划。8月中旬，一支浏阳农军打着贺龙所辖二十军独立团的旗号来到铜鼓县城，团部驻扎在萧家祠里。8月30日，湖南省委决定发动以长沙为中心，包括湘潭、宁乡、醴陵、浏阳、平江、岳阳和江西安源七县镇的秋收暴动。9月初毛泽东到达安源，在安源工人补习学校召开会议，决定成立湖南省委前敌委员会，毛泽东任书记。9月10日毛泽东来到铜鼓，住在萧家祠内，在此宣布浏阳农军正式改编为工农革命军第一师第三团，召开了排以上干部会议，传达了 “八七会议”精神及秋收暴动计划。